# Indianapolis 500 1980

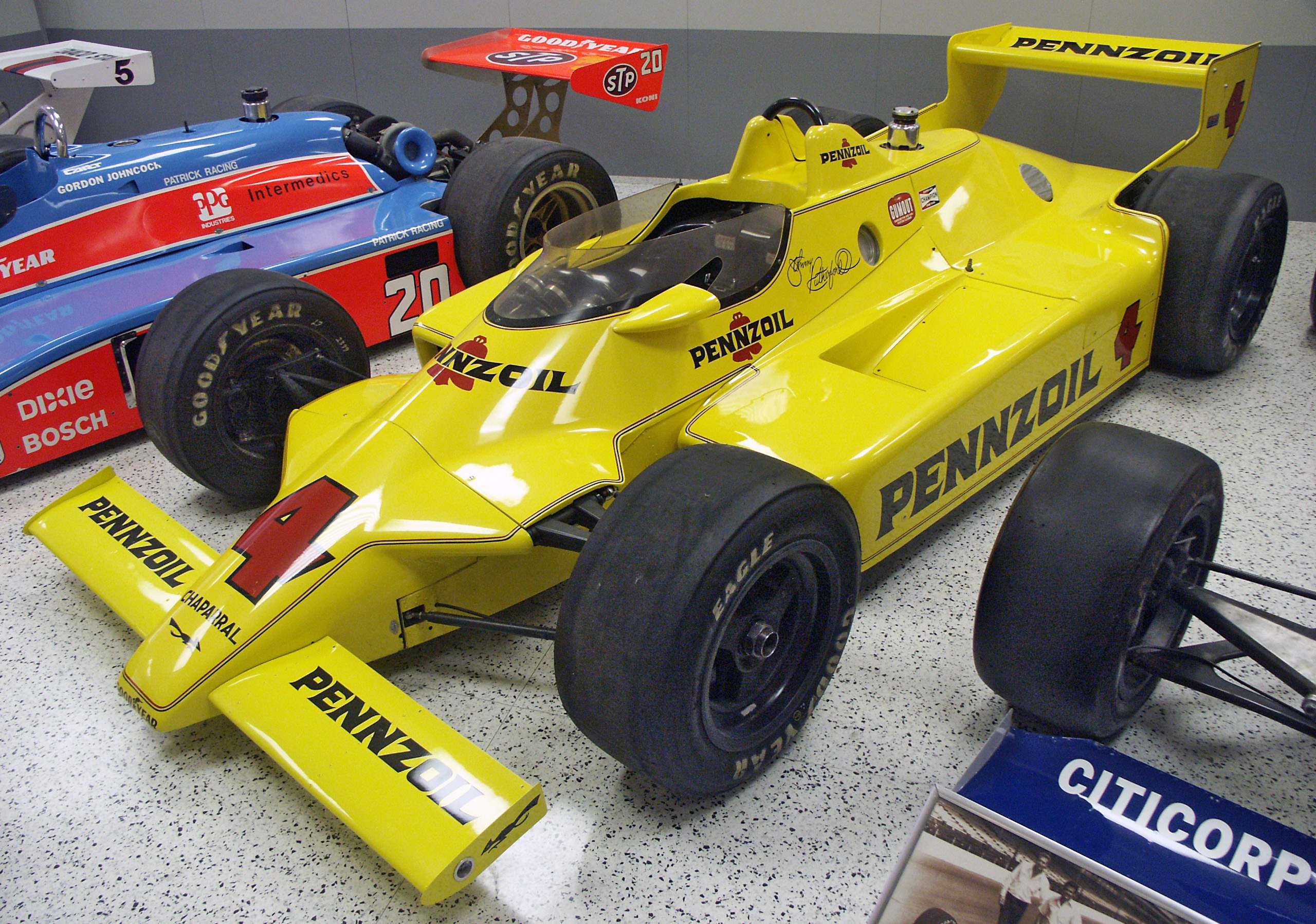
Chaparral 2K, Siegerwagen von Johnny Rutherford

Das 64. Indianapolis 500 (offiziell 64th 500 Mile International Sweepstakes) auf dem Indianapolis Motor Speedway fand am 26. Mai 1980 statt.

## Das Rennen
Das Rennen ging über eine Distanz von 200 Runden à 4,023 km, was einer Gesamtdistanz von 804,672 km entspricht. Aus der Pole Position startete Johnny Rutherford (Chaparral Racing) mit einer Vierrunden-Durchschnittszeit von 3:07.25 Min. oder 192,256 mph (309,406 km/h). Die schnellste Runde im Rennen drehte ebenfalls Johnny Rutherford in 47,35 Sekunden (190,074 mph). Das Rennen war der erste Lauf zur USAC Championship Car season 1980.

## Ergebnisse

### Startaufstellung
| Reihe | Innen             | Mitte             | Außen            |
| ----- | ----------------- | ----------------- | ---------------- |
| 1     | Johnny Rutherford | Mario Andretti    | Bobby Unser      |
| 2     | Spike Gehlhausen  | Jerry Sneva       | Rick Mears       |
| 3     | Johnny Parsons    | Pancho Carter     | Al Unser         |
| 4     | Roger Rager       | Jim McElreath     | A. J. Foyt       |
| 5     | Tom Bagley        | Larry Cannon      | Dick Ferguson    |
| 6     | Danny Ongais      | Gordon Johncock   | Don Whittington  |
| 7     | Tim Richmond      | Gordon Smiley     | George Snider    |
| 8     | Billy Engelhart   | Greg Leffler      | Dennis Firestone |
| 9     | Hurley Haywood    | Mike Mosley       | Bill Whittington |
| 10    | Jerry Karl        | Dick Simon        | Bill Vukovich II |
| 11    | Tom Bigelow       | Gary Bettenhausen | Tom Sneva        |

### Schlussklassement
Wetter: sonnig, 29°
| Pos. | Nr. | Name                  | Chassis         | Motor       | Rd. | Zeit/Rückstand               | Qualifikation ø 4 Rd. mph | Start |
| ---- | --- | --------------------- | --------------- | ----------- | --- | ---------------------------- | ------------------------- | ----- |
| 1    | 4   | Johnny Rutherford (W) | Chaparral 2K    | Cosworth    | 200 | 3:29:59.560 Std. 142,862 mph | 192,257                   | 1     |
| 2    | 9   | Tom Sneva             | McLaren M24     | Cosworth    | 200 | 29,29 Sek.                   | 185,290                   | 33    |
| 3    | 46  | Gary Bettenhausen     | Wildcat Mk 2    | DGS         | 200 | 33,34 Sek.                   | 182,463                   | 32    |
| 4    | 20  | Gordon Johncock (W)   | Penske PC6      | Cosworth    | 200 | 33,61 Sek.                   | 186,075                   | 17    |
| 5    | 1   | Rick Mears (W)        | Penske PC9      | Cosworth    | 199 | 1 Rd.                        | 187,491                   | 6     |
| 6    | 10  | Pancho Carter         | Penske PC7      | Cosworth    | 199 | 1 Rd.                        | 186,480                   | 8     |
| 7    | 25  | Danny Ongais          | Parnelli VPJ6B  | Cosworth    | 199 | 1 Rd.                        | 186,606                   | 16    |
| 8    | 43  | Tom Bigelow           | Lola T500       | Cosworth    | 198 | 2 Rd.                        | 182,547                   | 31    |
| 9    | 21  | Tim Richmond (R)      | Penske PC7      | Cosworth    | 197 | 3 Rd.                        | 188,334                   | 19    |
| 10   | 44  | Greg Leffler (R)      | Lola T500       | Cosworth    | 197 | 3 Rd.                        | 183,749                   | 23    |
| 11   | 29  | Billy Engelhart (R)   | McLaren M24     | Cosworth    | 193 | 7 Rd.                        | 184,237                   | 22    |
| 12   | 2   | Bill Vukovich II      | Watson          | Offenhauser | 192 | 8 Rd.                        | 182,741                   | 30    |
| 13   | 96  | Don Whittington (R)   | Penske PC7      | Cosworth    | 178 | 22 Rd.                       | 183,927                   | 18    |
| 14   | 14  | A. J. Foyt (W)        | Parnelli VPJ6C  | Cosworth    | 173 | Ventile                      | 185,500                   | 12    |
| 15   | 16  | George Snider         | Parnelli VPJ6C  | Cosworth    | 169 | Motor                        | 185,386                   | 21    |
| 16   | 18  | Dennis Firestone (R)  | Penske PC6      | Cosworth    | 137 | Kraftübertragung             | 183,701                   | 24    |
| 17   | 7   | Jerry Sneva           | Lola T500       | Cosworth    | 130 | Unfall                       | 187,852                   | 5     |
| 18   | 99  | Hurley Haywood (R)    | Lightning       | Chevrolet   | 127 | Motor                        | 183,561                   | 25    |
| 19   | 11  | Bobby Unser (W)       | Penske PC9      | Cosworth    | 126 | Turbolader                   | 189,994                   | 3     |
| 20   | 12  | Mario Andretti (W)    | Penske PC9      | Cosworth    | 71  | Unfall                       | 191,012                   | 2     |
| 21   | 38  | Jerry Karl            | McLaren 16E     | Chevrolet   | 64  | Kupplung                     | 183,011                   | 28    |
| 22   | 8   | Dick Simon            | Vollstedt       | Offenhauser | 58  | loses Rad                    | 182,787                   | 29    |
| 23   | 66  | Roger Rager (R)       | Wildcat Mk 2    | Chevrolet   | 55  | Unfall                       | 186,374                   | 10    |
| 24   | 23  | Jim McElreath         | Penske PC6      | Cosworth    | 54  | Unfall                       | 186,249                   | 11    |
| 25   | 70  | Gordon Smiley (R)     | Phoenix 80      | Cosworth    | 47  | Turbolader                   | 186,848                   | 20    |
| 26   | 15  | Johnny Parsons        | Lightning       | Offenhauser | 44  | Motor                        | 187,412                   | 7     |
| 27   | 5   | Al Unser (W)          | Longhorn LR01   | Cosworth    | 33  | Motor                        | 186,442                   | 9     |
| 28   | 40  | Tom Bagley            | Wildcat MK 4    | Cosworth    | 29  | Defekt                       | 185,405                   | 13    |
| 29   | 35  | Spike Gehlhausen      | Penske PC7      | Cosworth    | 20  | Unfall                       | 188,344                   | 4     |
| 30   | 94  | Bill Whittington (R)  | Parnelli VPJ6C- | Cosworth    | 9   | Unfall                       | 183,262                   | 27    |
| 31   | 26  | Dick Ferguson (R)     | Penske PC6      | Cosworth    | 9   | Unfall                       | 182,880                   | 15    |
| 32   | 48  | Mike Mosley           | Eagle 80        | Chevrolet   | 5   | Defekt                       | 183,449                   | 26    |
| 33   | 95  | Larry Cannon          | Wildcat Mk 1    | DGS         | 2   | Nockenwelle                  | 183,253                   | 14    |

(W)=früherer Gewinner / (R)=Rookie / alle Starter auf Goodyear-Reifen / Gelbphasen: 13 für 65 Rd.

### Führungsrunden
| Fahrer            | Team                       | Anzahl |
| ----------------- | -------------------------- | ------ |
| Johnny Rutherford | Chaparral                  | 118    |
| Bobby Unser       | Team Penske                | 26     |
| Tom Sneva         | Sugaripe Prune Racing Team | 16     |
| Gordon Johncock   | Patrick Racing             | 11     |
| Mario Andretti    | Team Penske                | 10     |
| Rick Mears        | Team Penske                | 10     |
| Panco Carter      | Alex Foods Racing          | 5      |
| Roger Rager       | Roger Rager Racing         | 2      |
| Tim Richmond      | Mach1 Racing               | 1      |
| George Snider     | Gilmore Racing Team        | 1      |